# Nati nel 1977/Febbraio
| Questa pagina contiene informazioni ricavate automaticamente dalle voci biografiche con l'ausilio del template Bio e di un bot. L'aggiornamento è periodico e automatico e ricostruisce completamente la pagina. Se manca una persona in questa lista, sei pregato di non aggiungerla, ma accertati piuttosto che la sua voce biografica contenga il template Bio e che i dati anagrafici siano correttamente compilati. Se il template Bio manca, inseriscilo tu stesso o, in alternativa, metti l'avviso {{tmp\|Bio}} che ne segnala la mancanza. Se i dati riportati sono sbagliati, correggi direttamente la voce biografica; le modifiche saranno visibili in questa lista entro pochi giorni. Per chiarimenti vedi il progetto biografie. La lista contiene solo le 307 persone che sono citate nell'enciclopedia e per le quali è stato implementato correttamente il template Bio. Pagina aggiornata al 10 ago 2025. |

- 1º febbraio - Sergio Aragoneses, ex calciatore spagnolo
- 1º febbraio - Bruno Carrara, ex fondista italiano
- 1º febbraio - Phil Ivey, giocatore di poker statunitense
- 1º febbraio - Lari Ketner, cestista e allenatore di pallacanestro statunitense († 2014)
- 1º febbraio - Kevin Kilbane, ex calciatore irlandese
- 1º febbraio - Karolina Kozak, cantante, conduttrice televisiva e conduttrice radiofonica polacca
- 1º febbraio - Max von Schlebrügge, ex calciatore svedese
- 1º febbraio - Libor Sionko, ex calciatore ceco
- 1º febbraio - Robert Traylor, cestista statunitense († 2011)
- 2 febbraio - Martin Andresen, allenatore di calcio e ex calciatore norvegese
- 2 febbraio - Bibiana Aído, politica spagnola
- 2 febbraio - AJ Bear, ex sciatore alpino australiano
- 2 febbraio - Marc Bernaus, ex calciatore andorrano
- 2 febbraio - Valeriu Bordeanu, allenatore di calcio e ex calciatore rumeno
- 2 febbraio - Daniel Cousin, allenatore di calcio e ex calciatore gabonese
- 2 febbraio - Lars Knudsen, allenatore di calcio danese
- 2 febbraio - Shakira, cantautrice colombiana
- 2 febbraio - Sebastian Ströbel, attore tedesco
- 2 febbraio - Marco Vinco, basso-baritono italiano
- 2 febbraio - Jessica Wahls, cantante tedesca
- 2 febbraio - Torsten Wustlich, ex slittinista tedesco
- 3 febbraio - Adia Barnes, ex cestista e allenatrice di pallacanestro statunitense
- 3 febbraio - Cameron Culbert, ex sciatore alpino e sciatore freestyle canadese
- 3 febbraio - Nino Luarsabishvili, ex tennista georgiana
- 3 febbraio - Bruno Quadros, allenatore di calcio e ex calciatore brasiliano
- 3 febbraio - Nikola Raoma, ex calciatore figiano
- 3 febbraio - Omar Sacco, ex bobbista italiano
- 3 febbraio - Vencislav Simeonov, allenatore di pallavolo e ex pallavolista bulgaro
- 3 febbraio - Wang Anzhi, ex calciatore cinese
- 3 febbraio - Maitland Ward, attrice pornografica, modella e attrice televisiva statunitense
- 3 febbraio - Carlos Zegarra, calciatore peruviano
- 3 febbraio - Marek Židlický, ex hockeista su ghiaccio ceco
- 4 febbraio - Gavin DeGraw, cantautore statunitense
- 4 febbraio - Volodymyr Jaksmanyc'kyj, ex calciatore ucraino
- 4 febbraio - Sandro Mendes, allenatore di calcio e ex calciatore capoverdiano
- 4 febbraio - Marios Neofytou, allenatore di calcio e ex calciatore cipriota
- 4 febbraio - Francesco Pelle, mafioso italiano
- 5 febbraio - Ben Ainslie, velista inglese
- 5 febbraio - Simone Cristicchi, cantautore, attore teatrale e scrittore italiano
- 5 febbraio - José Delfim, ex calciatore portoghese
- 5 febbraio - Ivan Đurđević, allenatore di calcio e ex calciatore serbo
- 5 febbraio - Barbara Floridia, politica italiana
- 5 febbraio - Pavel Novotný, ex attore pornografico ceco
- 5 febbraio - Rodrigo Núñez, ex calciatore cileno
- 5 febbraio - Sergio Pachón, ex calciatore spagnolo
- 5 febbraio - Pilar, cantautrice italiana
- 5 febbraio - Iker Pou, arrampicatore spagnolo
- 5 febbraio - Andrejs Prohorenkovs, calciatore lettone († 2025)
- 5 febbraio - Elin Topuzakov, allenatore di calcio e ex calciatore bulgaro
- 6 febbraio - Mohamed Abdel Monsef, ex calciatore egiziano
- 6 febbraio - Adel Al-Anezi, calciatore kuwaitiano
- 6 febbraio - Brendan Boyle, politico statunitense
- 6 febbraio - Tanja Dexters, modella belga
- 6 febbraio - Jason Euell, allenatore di calcio e ex calciatore britannico
- 6 febbraio - Andrej Kolesnikov, generale russo
- 6 febbraio - Pasquale Manfredi, mafioso italiano
- 6 febbraio - Mitja Petkovšek, ex ginnasta sloveno
- 6 febbraio - Josh Stewart, attore statunitense
- 7 febbraio - Giōrgos Alexopoulos, allenatore di calcio e ex calciatore greco
- 7 febbraio - Thomas Andrieux, ex cestista e allenatore di pallacanestro francese
- 7 febbraio - Christian Bouckenooghe, ex calciatore neozelandese
- 7 febbraio - Ingrid Boyeldieu, calciatrice francese († 2019)
- 7 febbraio - Carlos Cazorla, ex cestista spagnolo
- 7 febbraio - Chen Xiaomin, ex sollevatrice cinese
- 7 febbraio - Luigi Consonni, allenatore di calcio e ex calciatore italiano
- 7 febbraio - Saviour Darmanin, ex calciatore maltese
- 7 febbraio - Brett Fischer, ex sciatore alpino statunitense
- 7 febbraio - Ismael Ruiz, ex calciatore spagnolo
- 7 febbraio - Tsuneyasu Miyamoto, allenatore di calcio e ex calciatore giapponese
- 7 febbraio - Giacomo Paganessi, ex assistente arbitrale di calcio italiano
- 7 febbraio - Dīmītrīs Papanikolaou, ex cestista e allenatore di pallacanestro greco
- 7 febbraio - Mariusz Pudzianowski, sollevatore, artista marziale misto e strongman polacco
- 7 febbraio - Simone Raineri, canottiere italiano
- 7 febbraio - Dee Rees, regista e sceneggiatrice statunitense
- 7 febbraio - Pëtr Samojlenko, ex cestista russo
- 7 febbraio - Hillary Wolf, judoka statunitense
- 8 febbraio - Ana Flávia Azinheira, ex cestista e politica mozambicana
- 8 febbraio - Svala Björgvinsdóttir, cantante islandese
- 8 febbraio - Jaïrzinho Cardoso, giocatore di beach soccer e ex calciatore francese
- 8 febbraio - Giacomo Cimini, regista, sceneggiatore e produttore cinematografico italiano
- 8 febbraio - Ousmane Dabo, ex calciatore francese
- 8 febbraio - Petr Fulín, pilota automobilistico ceco
- 8 febbraio - Salvatore Greco, politico italiano
- 8 febbraio - Pooch Hall, attore statunitense
- 8 febbraio - Radosław Hyży, ex cestista polacco
- 8 febbraio - Sverre Andreas Jakobsson, ex pallamanista e allenatore di pallamano islandese
- 8 febbraio - Aaron Johnson, produttore discografico e musicista statunitense
- 8 febbraio - Bridgette Kerkove, ex attrice pornografica statunitense
- 8 febbraio - Roman Kostomarov, ex danzatore su ghiaccio russo
- 8 febbraio - Florian Planker, hockeista su slittino italiano
- 8 febbraio - Diego Romancikas, allenatore di calcio e ex calciatore argentino
- 8 febbraio - Daniel Sanabria, ex calciatore paraguaiano
- 8 febbraio - Nakaba Suzuki, fumettista giapponese
- 8 febbraio - Mathieu Turcotte, pattinatore di short track canadese
- 8 febbraio - Mark Zegers, ex calciatore olandese
- 9 febbraio - Roman Balašov, pallanuotista russo
- 9 febbraio - A. J. Buckley, attore e doppiatore irlandese
- 9 febbraio - Raphaël Burtin, ex sciatore alpino francese
- 9 febbraio - Nicolas Coutelot, ex tennista francese
- 9 febbraio - Nicolás Diez, ex calciatore argentino
- 9 febbraio - Marcella Granito, attrice italiana
- 9 febbraio - Jang Hye-ock, ex giocatrice di badminton sudcoreana
- 9 febbraio - Jurgen Van De Walle, ex ciclista su strada belga
- 9 febbraio - Ledina Çelo, cantante e modella albanese
- 10 febbraio - DJ Squarta, disc jockey, musicista e produttore discografico italiano
- 10 febbraio - Rafael Clavero, ex calciatore spagnolo
- 10 febbraio - Salif Diao, ex calciatore senegalese
- 10 febbraio - Diego Guevara, ex cestista venezuelano
- 10 febbraio - Luca Pierotti, allenatore di calcio e ex calciatore italiano
- 11 febbraio - Craig Branch, ex sciatore alpino australiano
- 11 febbraio - Raffaele Illiano, ex ciclista su strada italiano
- 11 febbraio - Rogério Mielo, giocatore di calcio a 5 brasiliano
- 11 febbraio - Cataldo Montesanto, ex calciatore italiano
- 11 febbraio - Giannakīs Okkas, allenatore di calcio e ex calciatore cipriota
- 11 febbraio - Mike Shinoda, rapper, cantautore e polistrumentista statunitense
- 12 febbraio - Jimmy Conrad, ex calciatore statunitense
- 12 febbraio - Omar Daf, allenatore di calcio e ex calciatore senegalese
- 12 febbraio - Anişoara Oprea, tuffatrice rumena
- 12 febbraio - Joanna Podoba, pallavolista polacca
- 12 febbraio - Raylene, ex attrice pornografica statunitense
- 12 febbraio - Liv Sansoz, arrampicatrice francese
- 12 febbraio - Jabari Smith, ex cestista statunitense
- 12 febbraio - Chad Villella, attore, regista e scenografo statunitense
- 13 febbraio - Ivan Dudić, ex calciatore serbo
- 13 febbraio - Julia Faure, attrice francese
- 13 febbraio - Tomáš Kučera, ex calciatore ceco
- 13 febbraio - Dario Maltese, giornalista e conduttore televisivo italiano
- 13 febbraio - Randy Moss, ex giocatore di football americano statunitense
- 13 febbraio - Mihajlo Pjanović, ex calciatore serbo
- 13 febbraio - Dorel Simion, ex pugile rumeno
- 14 febbraio - Fróði Benjaminsen, ex calciatore faroese
- 14 febbraio - Itziar Castro, attrice spagnola († 2023)
- 14 febbraio - Monica Di Fonzo, allenatrice di calcio e ex calciatrice svizzera
- 14 febbraio - Fabé Dia, ex velocista francese
- 14 febbraio - Cadel Evans, ex ciclista su strada e mountain biker australiano
- 14 febbraio - Rico Hill, ex cestista statunitense
- 14 febbraio - Jim Jefferies, comico, attore e sceneggiatore australiano
- 14 febbraio - Michael Lohai, calciatore papuano
- 14 febbraio - Angelo Paradiso, ex calciatore italiano
- 14 febbraio - François Perrodo, imprenditore e pilota automobilistico francese
- 14 febbraio - Darren Purse, ex calciatore inglese
- 14 febbraio - Diana Romagnoli, schermitrice svizzera
- 14 febbraio - Antonia Truppo, attrice italiana
- 15 febbraio - Milenko Ačimovič, dirigente sportivo, allenatore di calcio e ex calciatore sloveno
- 15 febbraio - Rachida Brakni, attrice francese
- 15 febbraio - Pierre-Emmanuel Dalcin, ex sciatore alpino francese
- 15 febbraio - Daniel Dorigo, allenatore di sci alpino e ex sciatore alpino italiano
- 15 febbraio - Emőke Fűrész, ex cestista ungherese
- 15 febbraio - Domenico Giampà, allenatore di calcio e ex calciatore italiano
- 15 febbraio - Volodymyr Hustov, ex ciclista su strada ucraino
- 15 febbraio - Shirley Mallmann, supermodella brasiliana
- 15 febbraio - Ronald Petrovický, ex hockeista su ghiaccio slovacco
- 15 febbraio - Alex Tachie-Mensah, ex calciatore ghanese
- 15 febbraio - Brooks Wackerman, batterista statunitense
- 15 febbraio - Adrian Williams-Strong, ex cestista statunitense
- 16 febbraio - William Abadie, attore francese
- 16 febbraio - Jamie Amendolia, ex giocatore di calcio a 5 australiano
- 16 febbraio - Dong Yanmei, ex mezzofondista cinese
- 16 febbraio - David Fernández Domingo, ex ciclista su strada spagnolo
- 16 febbraio - Ahman Green, ex giocatore di football americano e attore statunitense
- 16 febbraio - Trina Jackson, ex nuotatrice statunitense
- 16 febbraio - Pål Arne Johansen, allenatore di calcio e ex calciatore norvegese
- 16 febbraio - Máximo Kirchner, politico argentino
- 16 febbraio - Aleksej Morozov, ex hockeista su ghiaccio russo
- 16 febbraio - Rodrigo Roncero, ex rugbista a 15 argentino
- 16 febbraio - Hinako Saeki, attrice e modella giapponese
- 16 febbraio - Sergej Stanislavovič Udal'cov, attivista e politico russo
- 16 febbraio - Charles P. de Saint-Aignan, astronomo francese
- 17 febbraio - Erin Cardillo, attrice e sceneggiatrice statunitense
- 17 febbraio - Siniša Dobrasinović, allenatore di calcio e ex calciatore montenegrino
- 17 febbraio - Javier Dorado, calciatore spagnolo († 2025)
- 17 febbraio - Fabio Mascheroni, ex mezzofondista italiano
- 17 febbraio - Leire Olaberria, ex pistard e ciclista su strada spagnola
- 17 febbraio - Brandy Reed, ex cestista statunitense
- 17 febbraio - Martín Rivas, ex calciatore uruguaiano
- 18 febbraio - Silke Bachmann, ex sciatrice alpina italiana
- 18 febbraio - Ike Barinholtz, attore e sceneggiatore statunitense
- 18 febbraio - Hugo Cunha, calciatore portoghese († 2005)
- 18 febbraio - Antonio David Jiménez, ex siepista e mezzofondista spagnolo
- 18 febbraio - Sak Kaoponlek, thaiboxer e kickboxer thailandese
- 18 febbraio - László Nemes, regista e sceneggiatore ungherese
- 18 febbraio - Meredith Ostrom, attrice, modella e pittrice statunitense
- 18 febbraio - Alessandro Palmerini, tecnico del suono italiano
- 18 febbraio - Kristoffer Polaha, attore statunitense
- 18 febbraio - Luca Rosini, giornalista, regista e conduttore televisivo italiano
- 18 febbraio - Anastasios Schizas, pallanuotista greco
- 18 febbraio - Brian Waters, ex giocatore di football americano statunitense
- 18 febbraio - Sean Watkins, chitarrista statunitense
- 18 febbraio - Chrissie Wellington, triatleta britannica
- 19 febbraio - Eloy Azorín, attore spagnolo
- 19 febbraio - Jay Bell, scrittore statunitense
- 19 febbraio - Teo Đogaš, ex pallanuotista croato
- 19 febbraio - Ivan Emilianov, pesista moldavo
- 19 febbraio - Vittorio Grigolo, tenore italiano
- 19 febbraio - Miguel Ángel Klee, calciatore guatemalteco
- 19 febbraio - Marek Kopecký, allenatore di calcio a 5, ex giocatore di calcio a 5 e ex calciatore ceco
- 19 febbraio - Dani Martín, attore e cantante spagnolo
- 19 febbraio - Diego Ribera, allenatore di calcio e ex calciatore spagnolo
- 19 febbraio - Ola Salo, cantante e polistrumentista svedese
- 19 febbraio - Gian Simmen, ex snowboarder svizzero
- 19 febbraio - Gianluca Zambrotta, dirigente sportivo, allenatore di calcio e ex calciatore italiano
- 20 febbraio - Mayer Candelo, ex calciatore colombiano
- 20 febbraio - Nicolas Dessum, ex saltatore con gli sci francese
- 20 febbraio - Ed Graham, musicista inglese
- 20 febbraio - Marius Gullerud, calciatore norvegese
- 20 febbraio - Gail Kim, ex wrestler canadese
- 20 febbraio - Bartosz Kizierowski, ex nuotatore polacco
- 20 febbraio - Stephon Marbury, ex cestista e allenatore di pallacanestro statunitense
- 20 febbraio - Chris McIntosh, ex giocatore di football americano statunitense
- 20 febbraio - Eveline Rohregger, ex sciatrice alpina austriaca
- 20 febbraio - Sarah Ryan, ex nuotatrice australiana
- 20 febbraio - Davoud Seyed Abbasi, ex calciatore iraniano
- 20 febbraio - Zoltán Trepák, ex cestista ungherese
- 20 febbraio - Maria Van Kerkhove, medico e funzionaria statunitense
- 21 febbraio - Cyrine Abdelnour, cantante, attrice e modella libanese
- 21 febbraio - Simona Baldanzi, scrittrice italiana
- 21 febbraio - Daniele Di Donato, allenatore di calcio e ex calciatore italiano
- 21 febbraio - Jonathan Safran Foer, scrittore e saggista statunitense
- 21 febbraio - Steve Francis, ex cestista statunitense
- 21 febbraio - Rhiannon Giddens, cantante, musicista e attrice statunitense
- 21 febbraio - Rodrigo Gral, ex calciatore brasiliano
- 21 febbraio - Marina Graziani, showgirl e conduttrice televisiva italiana
- 21 febbraio - Chad Hutchinson, ex giocatore di football americano e ex giocatore di baseball statunitense
- 21 febbraio - Owen King, scrittore statunitense
- 21 febbraio - Francesca Mannucci, ex cestista italiana
- 21 febbraio - Yelena Mikulich, ex canottiere bielorussa
- 21 febbraio - Kevin Rose, informatico statunitense
- 21 febbraio - Itoro Umoh, ex cestista e allenatrice di pallacanestro statunitense
- 22 febbraio - Brendan Casey, velista australiano
- 22 febbraio - Mads Kaggestad, ex ciclista su strada norvegese
- 22 febbraio - Shaina Mulkern, ex sciatrice alpina statunitense
- 22 febbraio - Julio Hernán Rossi, ex calciatore argentino
- 22 febbraio - Melanie Schnell, ex tennista austriaca
- 22 febbraio - Manuela Secolo, ex pallavolista italiana
- 22 febbraio - Didargylyç Urazow, calciatore turkmeno († 2016)
- 22 febbraio - Hakan Yakın, allenatore di calcio e ex calciatore svizzero
- 23 febbraio - Ayhan Akman, dirigente sportivo, allenatore di calcio e ex calciatore turco
- 23 febbraio - Massimiliano Giri, scrittore sammarinese
- 23 febbraio - Frank Head, cantautore italiano
- 23 febbraio - David Hubáček, ex calciatore ceco
- 23 febbraio - Patric Leitner, ex slittinista tedesco
- 23 febbraio - Jesús Mendoza Aguirre, allenatore di calcio e ex calciatore spagnolo
- 23 febbraio - Dally Randriantefy, ex tennista malgascia
- 23 febbraio - Kristina Šmigun-Vähi, ex fondista estone
- 23 febbraio - Ousmane Tiecoura, ex calciatore nigerino
- 23 febbraio - Yu Xin, ex discobola cinese
- 24 febbraio - Maurizia Borri, pallavolista italiana
- 24 febbraio - Erich Brabec, ex calciatore e allenatore di calcio ceco
- 24 febbraio - Libero De Rienzo, attore italiano († 2021)
- 24 febbraio - Toñito, ex calciatore spagnolo
- 24 febbraio - Jay Kenneth Johnson, attore statunitense
- 24 febbraio - Saulė Kilaitė, violinista lituana
- 24 febbraio - Sebastián Marroquín, scrittore e architetto colombiano
- 24 febbraio - Floyd Mayweather Jr., ex pugile e imprenditore statunitense
- 24 febbraio - Khaled Mohamed, ex calciatore libico
- 24 febbraio - Perica Ognjenović, allenatore di calcio e ex calciatore serbo
- 24 febbraio - Yksel Osmanovski, ex calciatore svedese
- 24 febbraio - Shu Chang, ex calciatore cinese
- 24 febbraio - Jean-Pierre Vidal, ex sciatore alpino francese
- 25 febbraio - Pierdavide De Cillis, militare italiano († 2010)
- 25 febbraio - Sarah Jezebel Deva, cantante britannica
- 25 febbraio - Josetxo, ex calciatore spagnolo
- 25 febbraio - Désiré Mbonabucya, ex calciatore ruandese
- 25 febbraio - Ingrid Oliver, comica e attrice britannica
- 25 febbraio - Gerald Scheiblehner, allenatore di calcio, dirigente sportivo e ex calciatore austriaco
- 25 febbraio - Josh Wolff, allenatore di calcio e ex calciatore statunitense
- 25 febbraio - Marian Zeciu, ex calciatore rumeno
- 25 febbraio - Zhang Weicong, ex ciclista su strada macaense
- 26 febbraio - Boris Bernaskoni, architetto, ingegnere e editore russo
- 26 febbraio - Syria, cantante italiana
- 26 febbraio - Léider Preciado, ex calciatore colombiano
- 26 febbraio - Greg Rikaart, attore statunitense
- 26 febbraio - Silvia Szalai, ex nuotatrice tedesca
- 26 febbraio - Tim Thomas, ex cestista statunitense
- 26 febbraio - James Wan, regista, sceneggiatore e produttore cinematografico malese
- 26 febbraio - Shane Williams, rugbista a 15 e giornalista britannico
- 26 febbraio - Sara Zambotti, conduttrice radiofonica italiana
- 27 febbraio - Saleh Al-Buraiki, ex calciatore kuwaitiano
- 27 febbraio - Jean Altidor, ex calciatore haitiano
- 27 febbraio - Ewa Durska, atleta paralimpica polacca
- 27 febbraio - Mavis Fan, cantante e attrice taiwanese
- 27 febbraio - Ben Green, matematico britannico
- 27 febbraio - Ýazguly Hojageldyýew, allenatore di calcio e ex calciatore turkmeno
- 27 febbraio - Jennifer Isacco, bobbista italiana
- 27 febbraio - Dário Monteiro, ex calciatore mozambicano
- 27 febbraio - Ji Sung, attore sudcoreano
- 27 febbraio - Andrea Rossetto, fumettista e illustratore italiano
- 27 febbraio - Goga Sekulić, cantante montenegrina
- 27 febbraio - Irène Tiendrébéogo, ex altista burkinabé
- 28 febbraio - Salem Al Rewani, ex calciatore libico
- 28 febbraio - Tarik El Taib, ex calciatore libico
- 28 febbraio - Jason Aldean, cantautore statunitense
- 28 febbraio - Miro Alilović, allenatore di pallacanestro sloveno
- 28 febbraio - Lance Archer, wrestler statunitense
- 28 febbraio - Godfrey Baniau, ex calciatore papuano
- 28 febbraio - Gustavo Barbona, allenatore di calcio a 5 e ex giocatore di calcio a 5 argentino
- 28 febbraio - Mirza Džomba, ex pallamanista e dirigente sportivo croato
- 28 febbraio - Jo Sung-mo, cantante sudcoreano
- 28 febbraio - Lee Eon-ju, ex cestista sudcoreana
- 28 febbraio - Heykel Megannem, ex pallamanista tunisino
- 28 febbraio - Pierre Mignoni, ex rugbista a 15 e allenatore di rugby a 15 francese
- 28 febbraio - Richard Naylor, ex calciatore inglese
- 28 febbraio - Walid Osman, ex calciatore libico
- 28 febbraio - Vito Postiglione, pilota automobilistico italiano
- 28 febbraio - Jean-François Rivière, ex calciatore francese
- 28 febbraio - Janne Saarinen, ex calciatore finlandese
- 28 febbraio - Artur Wichniarek, ex calciatore polacco